# Stanisław Kłosowski (pilot)
Stanisław Kłosowski (ur. 11 stycznia 1913 w Niwce, zm. 17 września 1971 w Londynie) – chorąży Wojska Polskiego, pilot lotnictwa bombowego i specjalnego przeznaczenia. Jedyny podoficer odznaczony Krzyżem Złotym Orderu Virtuti Militari, jako jeden z nielicznych dwukrotnie odznaczony brytyjskim Distinguished Flying Cross. Jako jeden z niewielu wykonał ponad 110 lotów bojowych.

## Życiorys
W rodzinnej miejscowości ukończył cztery klasy szkoły podstawowej i cztery klasy gimnazjum. W 1930 roku wstąpił do Szkoły Podoficerów Lotnictwa dla Małoletnich w Bydgoszczy, którą ukończył w 1933 roku, tam też ukończył kurs podstawowego pilotażu. Przydzielony do 22 eskadry bombowej 2 pułku lotniczego w Krakowie. W 1934 roku powrócił do Grudziądza i odbył tam kurs wyższego pilotażu. W kwietniu 1939 roku został przeniesiony do 1. pułku lotniczego w Warszawie, gdzie odbył szkolenie na samolotach PZL.37 Łoś. Po jego ukończeniu otrzymał przydział do 216 eskadry bombowej i w jej składzie walczył w kampanii wrześniowej.
17 września ewakuował się rzutem powietrznym do Rumunii. Przez Jugosławię i Grecję przedostał się do Francji, gdzie trafił do Centrum Wyszkolenia Lotnictwa w Lyon-Bron. Pod koniec grudnia 1939, jako jeden z pierwszych zgłosił się do polskich jednostek lotniczych formowanych w Wielkiej Brytanii, otrzymał numer służbowy RAF 780172. Przeszkolony w Centrum Wyszkolenia Lotnictwa w Eastchurch, następnie w bazie lotniczej RAF Bramcote, później w 18 Operational Training Unit (OTU). 23 lipca 1940 roku otrzymał przydział do dywizjonu 301. W jego składzie odbył pierwszą turę lotów bojowych nad Europą. Po jej ukończeniu zgłosił się jako pilot w lotach specjalnych SOE do okupowanej Polski. 
Przeszkolony w pilotażu Halifaxów, od 1 kwietnia 1941 przydzielony do 138 dywizjon specjalny RAF. Od października 1941 jego dywizjon stacjonował na tajnym lotnisku RAF Tempsford. Pierwszy lot do Polski odbył nocą 27/28 grudnia 1941 w operacji lotniczej "Jacket", w której zrzucono czterech cichociemnych, w tym kpt. Macieja Kalenkiewicza. Ogółem pilotował samolot w ok. 70 tajnych operacjach SOE, w tym 33 do Polski, wykonując 12 zrzutów cichociemnych oraz 6 kurierów, a także 20 zrzutów zaopatrzenia dla Armii Krajowej. 

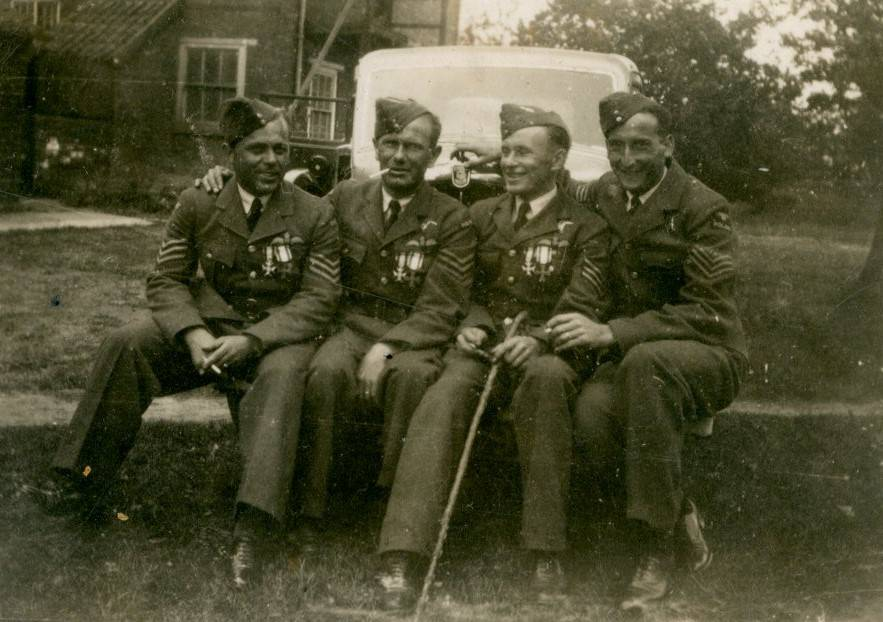
Od lewej: Franciszek Zaremba, Stanisław Jensen, Stanisław Kłosowski i Julian Pieniążek

W nocy 29/30  października 1942 wykonywał lot w operacji lotniczej "Wrench", z zadaniem zbombardowania siedziby Gestapo w Warszawie. Samolot podczas nalotu pilotował P/O Kazimierz Szrajer, który przy ograniczonej widoczności w nocy, pomimo trzykrotnego podejścia, przy prędkości 200 km/ godz., nie był w stanie zrzucić bomb na cel. Symulując lądowanie, po wyłożeniu przez Niemców świateł, zrzucono sześć bomb (łącznie 2 tys. funtów) na dobrze oświetlony cel zapasowy - lotnisko Okęcie. Podczas lotu powrotnego jego Halifax W-7774 "T" został ostrzelany przez niemiecki myśliwiec Ju-88, który uszkodził jeden silnik, ster kierunku i system kontroli paliwa.  Stanisław Kłosowski mistrzowsko wodował na Morzu Północnym, tak że jeszcze dwie godziny później samolot utrzymywał się na wodzie! Cała załoga została uratowana. 
W styczniu 1943, po zakończeniu drugiej tury lotów bojowych nadal w 138 Dywizjonie RAF jako instruktor pilotażu, oczekiwał na zgodę Naczelnego Wodza na kontynuowanie lotów bojowych.  Po jej uzyskaniu, 13 sierpnia 1943 skierowany do 1 OTU na przeszkolenie na samolotach Consolidated B-24 Liberator. Po ukończeniu szkolenia powrócił do 138. dywizjonu i kontynuował loty m.in. do okupowanej Polski. Podczas jednego z takich lotów, w operacji lotniczej "Neon 4", w nocy 9/10 września 1943, jego samolot w drodze na zrzutowisko został nad Danią ostrzelany przez niemiecką artylerię przeciwlotniczą, a w drodze powrotnej zaatakowany przez dwa niemieckie Messerschmitt’y. Pomimo ciężkiego uszkodzenia maszyny, Kłosowski zdołał doprowadzić samolot na lotnisko w Wielkiej Brytanii.
W nocy 20/21 października 1943, w tajnej operacji lotniczej SOE o kryptonimie „Cottage 10” wykonał Liberatorem BZ-860 „U”, lot trasą liczącą ok. 4,5 tys. km. Był to najdłuższy lot w historii lotów specjalnych do Polski oraz jeden z najdłuższych w historii RAF – trwał aż 16 godzin i 30 minut! Był to także ostatni lot specjalny z lotniska RAF Tempsford do Polski.
Od 1 kwietnia 1943 w składzie utworzonej w 138 Dywizjonie RAF polskiej eskadry "C", 3 listopada 1943 przekształconej w polską 1586 Eskadrę Specjalnego Przeznaczenia. Przebazowano ją początkowo na lotnisko Sidi Amor koło Tunisu, skąd wykonał dwa loty specjalne w operacjach zrzutów materiałowych dla Armii Krajowej.  19 grudnia 1943 eskadrę przebazowano na lotnisko Campo Casale pod Brindisi (Włochy). Stamtąd przerzucił do okupowanej Polski, w kolejnych operacjach SOE 5 cichociemnych (łącznie 45) oraz zaopatrzenia dla Armii Krajowej. W nocy 24/25 maja 1944 wykonał ostatni lot bojowy. Powrócił do Wielkiej Brytanii, przydzielony do Ośrodka Zapasowego Lotnictwa w Blackpool. Od października 1944 instruktor pilotażu w 18 OTU, na jego wniosek od 15 lutego 1945 przydzielony do 45. Grupy Transportowej, gdzie służył do zakończenia wojny. Pod koniec stycznia 1946 formalnie przydzielony do 301. dywizjonu, przeformowanego w jednostkę transportową. W grudniu 1946 wstąpił do Polskiego Korpusu Przysposobienia i Rozmieszczenia.  Po demobilizacji nie zdecydował się na powrót do Polski i pozostał na emigracji w Wielkiej Brytanii, zamieszkał w Londynie.
Odniósł poważne obrażenia 17 września 1971 w wypadku samochodowym. Zmarł w St. Leonard Hospital w Londynie, został pochowany w Streatham Park Cemetery, Rodwan Road – Sq. 33A, gr. 59 641.

## Informacje dodatkowe
- Był jednym z siedmiu lotników (alfabetycznie: Aleksander Gabszewicz, Eugeniusz Horbaczewski, Stanisław Kłosowski, Stanisław Król, Marian Pisarek, Stanisław Skalski, Zbigniew Szostak) odznaczonych Krzyżem Złotym Orderu Virtuti Militari i jedynym podoficerem, który dostąpił tego zaszczytu i jednym z niewielu, którzy zostali odznaczeni DFC po raz drugi.
- Był jednym z niewielu lotników (obok wspomnianych: Zbigniewa Szostaka i nawigatora Stanisława Króla oraz pilota Jana Cholewy) lotnictwa bombowego, którzy wykonali sporo ponad 100 lotów bojowych nad terenem nieprzyjaciela (jedna tura lotów bojowych to 30 lotów).
- Mimo wielu przymusowych lądowań (po zestrzeleniu), nikt z załogi na pokładzie uszkodzonych maszyn nie poniósł śmierci ani nie odniósł obrażeń.
- Zdecydowaną większość lotów bojowych wykonał z dowódcą 1586 ESP mjr. naw. Stanisławem Królem (inni członkowie załogi wielokrotnie się zmieniali), przez co duet Król/Kłosowski zyskał nieoficjalną nazwę „królewskiej załogi”.

## Odznaczenia
Za swą służbę otrzymał odznaczenia:
- Krzyż Złoty Orderu Virtuti Militari nr 31[11]
- Krzyż Srebrny Orderu Virtuti Militari nr 9065
- Krzyż Walecznych – czterokrotnie
- Medal Lotniczy – czterokrotnie
- DFC – dwukrotnie
- Distinguished Flying Medal
- 1939-45 Star
- Air Crew Europe Star
- Africa Star
- Italy Star
- Defence Medal
- War Medal 1939–1945